# Lokala Nyheter Södertälje
Lokala Nyheter Södertälje är Sveriges Televisions regionala nyhetsprogram för Södertälje med omnejd och Nykvarns kommun.

## Historia
Södertälje täcktes tidigare av ABC:s bevakningsområde 1987-2015. Programmet sände från Stockholm och bevakade hela Stockholms län och Uppsala län.
Lokala tv-sändningar i Södertälje startade 2015 i samband med att Sveriges Television etablerade redaktionen SVT Nyheter Södertälje. Tillsammans med Helsingborg är det den enda lokala nyhetssändningen hos SVT som är inriktad på att täcka en stad med omnejd och inte ett helt län (som SVT Uppsala för hela Uppsala län etc).
Redaktionen har fem videoreportrar och en redaktör. Nyhetssändningar görs varje dag; flera både på morgonen och på kvällen (med undantag för vissa helgdagar).